# Казаринова, Нина Николаевна
Ни́на Никола́евна Каза́ринова (27 октября [9 ноября] 1907, Пермь — 11 мая 1999, Санкт-Петербург) — советская актриса театра и кино, народная артистка РСФСР (1957).

## Биография
Родилась 27 октября (9 ноября) 1907 года в Перми. В 1926—1928 годах была одной из организаторов и актрисой ТЮЗа в Перми. В 1931 году окончила мастерскую знаменитого профессора режиссуры В. Н. Соловьёва в Ленинградском техникуме сценических искусств (сейчас Санкт-Петербургская государственная академия театрального искусства). В 1930 году стала актрисой Ленинградского ТЮЗа (ныне ТЮЗ имени А. А. Брянцева), где долгое время была одной из ведущих актрис. Сначала в амплуа травести исполняла роли мальчишек, в конце 1970-х годов перешла на возрастные роли.
Умерла 11 мая 1999 года.

### Семья
- Муж — А. А. Кузьмин[2]

## Награды
- Заслуженная артистка РСФСР (26.09.1951)[3].
- Народная артистка РСФСР (1957).
- Орден «Знак Почёта» (21.06.1957) — в ознаменование 250-летия города Ленинграда и отмечая заслуги трудящихся города в развитии промышленности, науки и культуры[4]

## Адреса в Ленинграде
- Ул. Пестеля, 7[5]

## Творчество

### Работы в театре
- «Том Сойер» (Марк Твен) — Гекльберри Финн
- «Винтовка № 492116» (А. А. Крон)
- «Тимошкин рудник» (Л. Макарьев) — Тимошка
- «Детство маршала» (И. Е. Всеволожский) — Сёма (маршал Семён Будённый в детстве)
- «Белеет парус одинокий» (В. П. Катаев) — Гаврик
- «Сын полка» (В. П. Катаев) — Ваня Солнцев
- «Пашка» (Л. Ф. Макарьев) — Пашка
- «Золотой ключик» (А. Толстой) — Кот Базилио
- «Красный галстук» (С. В. Михалков) — Шура
- «Сказке о рыбаке и рыбке» (реж. Павел Карлович Вейсбрем) — старуха
- «Гроза» (А. Н. Островский) — Феклуша

### Фильмография
1. 1974 — Сержант милиции — тётка Петухова
2. 1984 — Колье Шарлотты — эпизод (3-я серия)
3. 1986 — Маленькая Баба-Яга — вторая старушка
4. 1988 — Эти… три верные карты… — служанка графини